# Edoardo Vergani
Edoardo Vergani (Segrate, 6 februari 2001) is een Italiaans voetballer die sinds 2021 uitkomt voor US Salernitana 1919.

## Clubcarrière
Vergani ruilde de jeugdopleiding van AC Monza in 2014 voor die van Internazionale. Met laatstgenoemde club trad hij in de seizoenen 2018/19 en 2019/20 aan in de UEFA Youth League. In 2018 hielp hij Internazionale ook aan het winnen van de Viareggio Cup door in de finale het winnende doelpunt te scoren tegen ACF Fiorentina in de verlengingen. In de zomer van 2019 trad hij met het eerste elftal van de club aan in een oefenwedstrijd tegen FC Lugano. Hij viel kort na het uur in voor Ivan Perišic.
In september 2020 leende Internazionale hem voor de rest van het seizoen uit aan Bologna FC. Vergani speelde dat seizoen vooral uit de Primavera, de Italiaanse beloftencompetitie, maar maakte op 5 december 2020 wel zijn Serie A-debuut in het shirt van Bologna, uitgerekend tegen zijn moederclub Internazionale. Het bleef uiteindelijk bij die ene wedstrijd in het eerste elftal.
Eind augustus 2021 maakte hij de definitieve overgang naar US Salernitana 1919, dat dat seizoen voor het eerst sinds 1999 nog eens in de Serie A voetbalde.

## Interlandcarrière
In 2018 nam Vergani met Italië –17 deel aan het EK onder 17 in Engeland. Hij scoorde in de groepswedstrijden tegen Zwitserland en Israël, en was ook in de kwartfinale tegen Zweden en halve finale tegen België trefzeker. Vergani speelde mee in de finale tegen Nederland en zag in de strafschoppenreeks zijn penalty gestopt worden door Joey Koorevaar. Met vier goals werd Vergani samen met de Belg Yorbe Vertessen topschutter van het toernooi.